# مصطفى العلواني
مصطفى العلواني هوَ دكتور في علم السكان وشاعر وأديب سوري، من مواليد مدينة حماة وأبرز شخصياتها.

## الحياة العلمية
حصل على درجة الدكتوراة في الديموغرافيا وكان من أهم القامات العربية في مجال العلوم السكانية. ألف ثلاثة كتب في الديموغرافيا وهي «التوزع السكاني عند العرب» و «القوة العاملة والتخطيط لها» و «خصوبة السكان ومحدداتها الوسيطية». ومن ترجماته «الديموغرافيا وعلم السكان».
كان إلى جانب تخصصه متمكناً مهتماً باللغة العربية، فقد كان شاعراً فذاً فأصدر خمسة دواوين شعرية وهي «النشاوى الغريرات» و«دره التاج» و«كرم» و«في الغربة» و«الأشجان». وكان له دراسات في بلاغة ومرونة اللغة العربية أبرزها «قراءات في الأدب والنقد».
من مؤلفاته الأخرى كتاب «البيئة والإسلام»، ومن ترجماته «حماه في القرن السابع عشر» و«العثمانيون في سوريا» و «التحضر الإسلامي في التاريخ الإنساني».

## الحياة العملية
عمل خبيراً منتدباً من البنك الدولي لمشاريع التنمية والتطوير التربوي، كما عمل في علم السكان في اليمن، ومستشاراً في الجهاز المركزي للإحصاء والمجلس الأعلى للتخطيط في دولة قطر، وقد كان عضواً في اللجنة الديمغرافية العليا في الجمهورية العربية السورية وعضواً في مجلة «الأسكوا» التابعة للأمم المتحدة، ومدرساً برتبة أستاذ محاضر في مادة الإحصاء في عدد من الجامعات السورية وجامعة قطر.

## حياته مع المرض
عانى من مرض الفشل الكلوي، الَّذي أرهقه بشدة، ولكن ذلك لم يثنه عن مواصلة الإنجازات العلمية من أبحاث ودراسات.

## وفاته
توفي في دولة قطر يوم الثلاثاء 28 آذار 2017. بعد صراع طويل مع مرض الفشل الكلوي.